# Foro foro
Foro foro est une localité au centre de la Côte d'Ivoire dans le District de la vallée du Bandama. Cette localité rurale est dans la région du Hambol à 15 kilomètres de la ville de Katiola,,,.